# العلاقات الماليزية الهايتية
العلاقات الماليزية الهايتية هي العلاقات الثنائية التي تجمع بين ماليزيا وهايتي.

## مقارنة بين البلدين
هذه مقارنة عامة ومرجعية للدولتين:
| وجه المقارنة                                              | ماليزيا       | هايتي                                |
| --------------------------------------------------------- | ------------- | ------------------------------------ |
| المساحة (كم2)                                             | 330.29 ألف    | 27.75 ألف                            |
| عدد السكان (نسمة)                                         | 31.62 مليون   | 10.98 مليون                          |
| الكثافة السكانية (ن./كم²)                                 | 95.73         | 395.68                               |
| العاصمة                                                   | كوالالمبور    | بورت أو برانس                        |
| اللغة الرسمية                                             | لغة ماليزية   | لغة فرنسية، اللغة الكريولية الهايتية |
| العملة                                                    | رينغيت ماليزي | جوردة هايتية                         |
| الناتج المحلي الإجمالي (بليون دولار)                      | 314.50 مليار  | 8.41 مليار                           |
| الناتج المحلي الإجمالي (تعادل القوة الشرائية) بليون دولار | 817.43 مليار  | 18.82 مليار                          |
| الناتج المحلي الإجمالي الاسمي للفرد دولار أمريكي          | 9.77 ألف      | 818                                  |
| الناتج المحلي الإجمالي للفرد دولار أمريكي                 | 25.64 ألف     | 1.73 ألف                             |
| مؤشر التنمية البشرية                                      | 0.779         | 0.483                                |
| رمز المكالمات الدولي                                      | +60           | +509                                 |
| رمز الإنترنت                                              | .my           | .ht                                  |
| المنطقة الزمنية                                           | ت ع م+08:00   | 00                                   |

## منظمات دولية مشتركة
يشترك البلدان في عضوية مجموعة من المنظمات الدولية، منها:
| علم المنظمة | اسم المنظمة                               | تاريخ انضمام ماليزيا | تاريخ انضمام هايتي |
| ----------- | ----------------------------------------- | -------------------- | ------------------ |
|             | البنك الدولي للإنشاء والتعمير             | 7 مارس 1958          | 8 سبتمبر 1953      |
|             | منظمة التجارة العالمية                    | ?                    | ?                  |
|             | المركز الدولي لتسوية المنازعات الاستشارية | 14 أكتوبر 1966       | 26 نوفمبر 2009     |
|             | منظمة حظر الأسلحة الكيميائية              | ?                    | ?                  |
|             | الأمم المتحدة                             | 17 سبتمبر 1957       | 24 أكتوبر 1945     |
|             | منظمة الشرطة الجنائية الدولية             | ?                    | ?                  |
|             | وكالة ضمان الاستثمار متعدد الأطراف        | 6 ديسمبر 1991        | 11 ديسمبر 1996     |
|             | يونسكو                                    | 16 يونيو 1958        | 18 نوفمبر 1946     |
|             | مؤسسة التنمية الدولية                     | 24 سبتمبر 1960       | 13 يونيو 1961      |
|             | مؤسسة التمويل الدولية                     | 20 مارس 1958         | 20 يوليو 1956      |
|             | الاتحاد البريدي العالمي                   | ?                    | ?                  |
|             | الاتحاد الدولي للاتصالات                  | 3 فبراير 1958        | 10 أكتوبر 1927     |

## وصلات خارجية
- موقع وزارة الخارجية الماليزية
- موقع وزارة الخارجية الهايتية